# Hydrelia subcingulata
Hydrelia subcingulata là một loài bướm đêm trong họ Geometridae.